# Колосюк Володимир Петрович
Колосюк Володимир Петрович (* 1932) — український науковець, гірничий інженер-електромеханік, професор кафедри менеджменту невиробничої сфери Донецького державного університету управління, доктор технічних наук, професор, заслужений винахідник України. Один з авторів Гірничої енциклопедії.

## Біографія
- 1955 — закінчив Криворізький гірничорудний інститут за кваліфікацією гірничого інженера-електрика
- 1955-1962 — працював механіком шахти № 7, головним електриком шахти № 1-2 «Донецька-Комсомольська» тресту «Чистяковантрацит»
- 1962-1973 — старший науковий співробітник, завідувач двох науково-дослідних лабораторій МакНДІ
- 1966 — захист кандидатської дисертації
- 1973-1997 — заступник директора з наукової роботи МакНДІ.
- 1982 — захистив докторську дисертацію

## Науковий доробок
- Техника безопасности при эксплуатации рудничных электроустановок./ В. П. Колосюк. 406,[1] с. ил. 22 см. М. Недра. 1987.
- Эксплуатационные характеристики шахтных вод Донбасса./ В. П. Колосюк, Л. А. Муфель, Н. А. Баркалова.19,[1] с. ил. 20 см. М. ЦНИИ экономики и НТИ угольной пром-сти 1990.
- Колосюк В. П. Взрывобезопасность горного оборудования/Колосюк Владимир Петрович, Ихно Сергей Афанасьевич. — 1994.

## Нагороди, відзнаки
Лауреат премії Ради Міністрів СРСР.
Нагороджений орденом Трудового Червоного Прапора, медалями.

## Інтернет-ресурси
- http://dep.dgasa.dn.ua/manage/teachers.htm%5Bнедоступне+посилання+з+жовтня+2019%5D